# Andrea Gualandi
Andrea Gualandi (Dozza, 23 dicembre 1911 – Modigliana, 14 ottobre 1944) è stato un partigiano italiano.

## Biografia
Nato a Dozza, militò nel Partito comunista clandestino e per questo nel 1939 fu condannato dal Tribunale speciale a cinque anni di reclusione.
Dopo l'8 settembre 1943 prese parte alla Resistenza e combatté nella 36ª Brigata Garibaldi "Alessandro Bianconcini". Caduto in Romagna, fu insignito della Medaglia d'oro al valor militare nel 1970 dal Presidente della Repubblica Giuseppe Saragat.